# SuperDisk

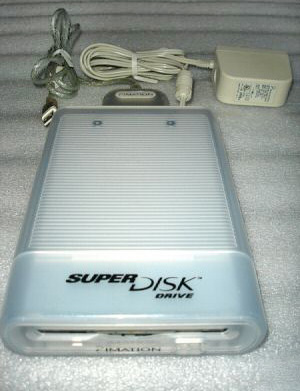
Een SuperDisk-station.

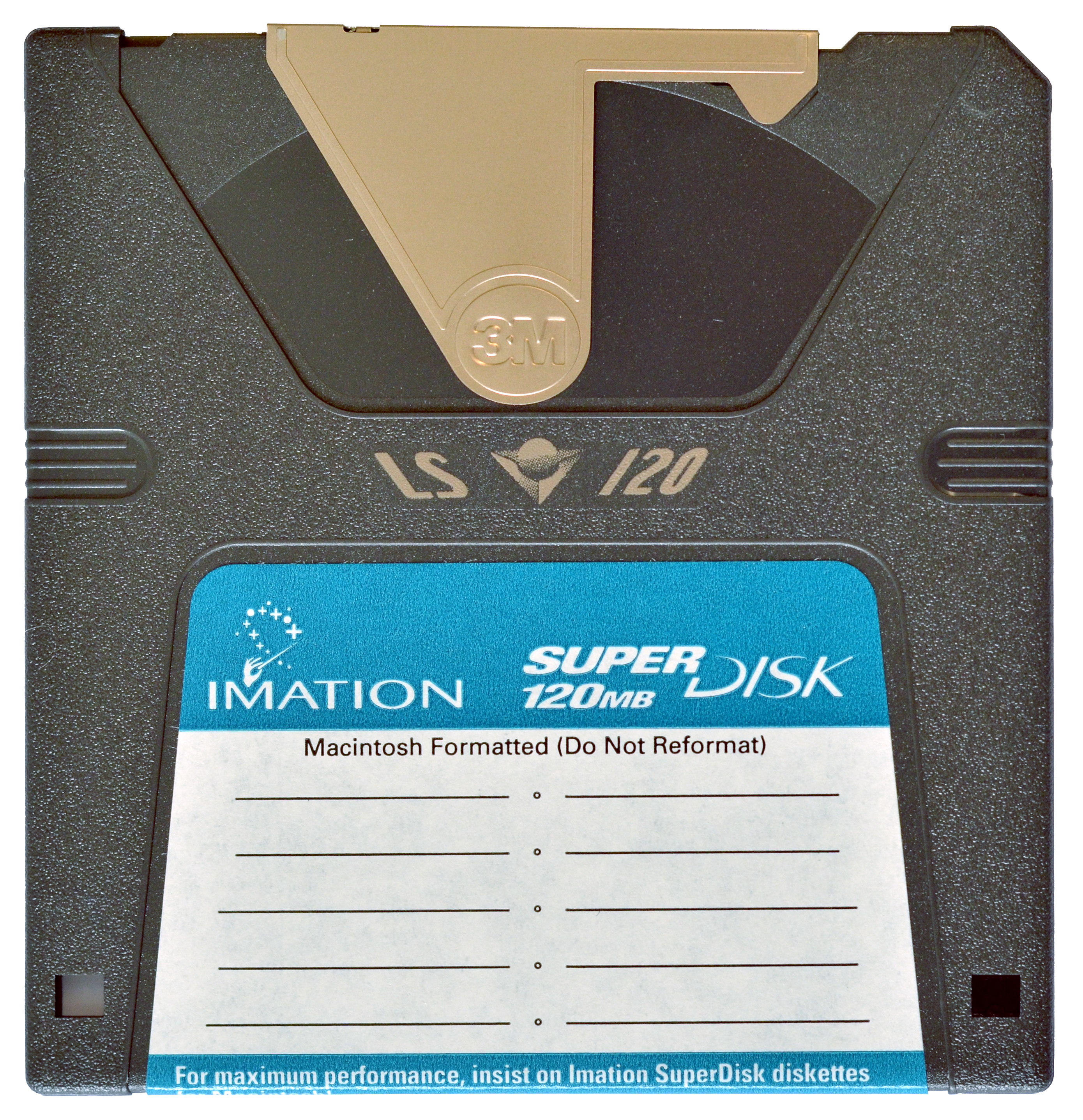
Een SuperDisk-schijf.

De SuperDisk is een alternatief voor de 3,5-inch 1,44 MB diskette met hogere snelheid en capaciteit. De SuperDisk LS-120 werd ontworpen in 1997 door Imation, een divisie van het Amerikaanse bedrijf 3M.
De SuperDisk werd in de Verenigde Staten ondersteund door een handvol computerbedrijven als Compaq, Gateway en Dell. Het was succesvoller in Azië en Australië waar later ook de tweede generatie SuperDisk LS-240 verscheen.

## Geschiedenis
De SuperDisk ontstond begin jaren 1990 als een project van Iomega, en is een van de laatste voorbeelden van floptical-technologie. Toen Iomega besloot het project te verlaten om zich te richten op de zipdrive in 1994 kwam het terecht bij Imation, die de techniek verfijnde in samenwerking met Matsushita en Mitsubishi.
De zipdisk was in 1997 al drie jaar op de markt en had enige voet aan de grond gekregen. Het succes hiervan vormde een obstakel voor de SuperDisk, en maakte dat deze niet populair werd. Rond het jaar 2000 werden opslagmediums als de cd-r en USB-stick goedkoper, waardoor de SuperDrive praktisch overbodig werd.
De productie van de SuperDisk liep tot 2003.

## Technische gegevens
Het oorspronkelijke LS-120 SuperDisk-station kon 120 MB opslaan op een enkele schijf, en was achterwaarts compatible met de 1,44 MB-diskette. In de tweede generatie SuperDisk LS-240 werd deze hoeveelheid verdubbeld naar 240 MB per schijf. Het nadeel van de LS-240 was dat de schijf bij elke wijziging geheel opnieuw moest worden herschreven.
SuperDisk-stations werden verkocht in diverse uitvoeringen die aangesloten konden worden via IDE, parallelle poort, SCSI en USB.